# Aase-Smith-Syndrom
Das Aase-Smith-Syndrom, auch Aase-Smith-Syndrom Typ I genannt, ist eine äußerst seltene Erbkrankheit.

## Krankheitsbild und Häufigkeit
Das Aase-Smith-Syndrom ist durch folgende angeborene Fehlbildungen charakterisiert:
- Hydrocephalus (bedingt durch eine Dandy-Walker-Fehlbildung)
- Gaumenspalte
- schwere Gelenkkontrakturen

Die Patienten haben sehr dünne Finger, meist ohne Knöchel oder nur sehr schwach ausgebildete Beugefurchen. Dies bewirkt unter anderem, dass die Betroffenen die Hand nicht vollständig zur Faust schließen können. Die Symptome der Hand sind zur Unterscheidung vom Gordon-Syndrom wichtig. Beiden Syndromen gemeinsam ist die Arthrogryposis multiplex congenita (AMC) und die Gaumenspalte.
Des Weiteren können noch deformierte Ohren, Ptosis, eine eingeschränkte Kieferbeweglichkeit, Herzfehler und Klumpfuß auftreten.
Das Aase-Smith-Syndrom ist eine äußerst seltene Erbkrankheit. In der Literatur sind bisher weniger als 20 Fälle dieses Syndroms beschrieben.

## Genetik
Aufgrund der äußerst geringen Häufigkeit des Syndroms ist über dessen Genetik nur sehr wenig bekannt. Der Erbgang ist vermutlich autosomal-dominant. Welches Chromosom beziehungsweise welches Gen oder welche Gene betroffen sind, ist bisher nicht bekannt.

## Therapie
Es gibt keine speziell auf das Aase-Smith-Syndrom ausgerichtete Therapie. Die Behandlung erfolgt symptomatisch, beispielsweise durch chirurgische Korrekturen.

## Erstbeschreibung
Das Aase-Smith-Syndrom wurde erstmals 1968 von den beiden US-amerikanischen Kinderärzten und Morphologen Jon Morton Aase und David W. Smith bei einem Familienvater und seinen zwei Kindern beschrieben. Eines der Kinder wurde totgeboren, das andere überlebte nur zwei Monate.